# Чошка губа
Чо̀шката губа (на руски: Чёшская губа) е залив в южната част на Баренцово море, между бреговете на полуостров Канин на запад и северозапад и континента на юг и изток, в Ненецки автономен окръг на Архангелска област в Русия. Вдава в сушата на 110 km, ширина на входа 55 km, най-голяма 130 km, дълбочина при входа 55 m. Бреговете са предимно ниски, на северозапад – стръмни. В нея се вливат реките: Вижас, Ома, Пеша, Чоша и др. Приливите са полуденонощни с амплитуда до 4,3 m. От ноември до края на юни е покрита с ледове.